# Коркеасаарі
60°10′30″ пн. ш. 24°59′03″ сх. д. / 60.175° пн. ш. 24.984166666667° сх. д.
Зоопарк Коркеасаарі (фін. Korkeasaaren eläintarha, швед. Högholmens djurpark) — один із найпівнічніших і найстаріших зоопарків Європи, розташований на острові Коркеасаарі, на схід від центру Гельсінкі в Фінляндії. Символом зоопарку є сніжний барс.
Зоопарк є членом Європейської асоціації зоопарків та акваріумів, Всесвітньої асоціації зоопарків і акваріумів (WAZA), Міжнародної асоціації зоологів (IZE), а також активним учасником Європейської програми по збереженню вимираючих видів (EEPs).
Площа зоопарку становить понад 22 га. На початок 2007 року його колекція налічувала близько 200 видів тварин (з них 20 видів рідкісних і вимираючих), а загальна чисельність — понад 2 тисячі особин і понад 1 тисячі видів рослин.
Зоопарк функціонує цілий рік і є однією з найпопулярніших визначних пам'яток фінської столиці. Влітку з Ринкової площі Гельсінкі до зоопарку регулярно ходить паром. Взимку дістатися до зоопарку можна на метро або автобусі.
Щорічно взимку в зоопарку проводиться міжнародний конкурс скульптури з льоду.

## Історія
В 1865 році в Гельсінкі було відкрито поромне сполучення з островом Коркеасаарі, який користувався популярністю серед городян як місце для відпочинку. У 1884 році на острові почав діяти ресторан «Pukki» (відкритий влітку на території зоопарку до теперішнього часу).
В 1889 році лейтенантом  Августом Фабриціусом на острові був заснований зоопарк, а його першими мешканцями стали бурі ведмеді, привезені з Карелії, соколи і павичі. Через рік після відкриття в колекції зоопарку налічувалося вже 90 особин тварин сорока різних видів.
В 1919 році зоопарк перейшов з власності компанії Helsingin Anniskeluyhtiö у власність міста Гельсінкі.
З 1998 року зоопарк бере участь у програмі охорони амурських тигрів і леопардів «Amur Tiger and Leopard Alliance».

## Колекція
Наприкінці XIX століття в зоопарку з'явилися перші снігові барси і наприкінці 2010-х майже всі особини цього вимираючого виду, що живуть в інших зоопарках світу, є їх нащадками (в Гельсінському зоопарку народилося понад 140 особин)
До 1911 року зоопарк налічував понад 600 особин, з них 43 видів ссавців і близько 70 видів птахів.
В 1960-і роки в зоопарку з'явилися вимираючі на волі амурські леопарди, а пізніше — амурські тигри, розмноження яких вдалося досягти в 1998 і 2016 роках.
У квітні 2010 року, через напад лисиці, була знищена вся популяція чилійських фламінго (16 особин), через це в зоопарку була посилена охорона і відеоспостереження за тваринами.
В 2014 році керівництвом зоопарку розпочато розгляд питання про придбання в колекцію особин великої панди. Також рік став багатим на радісні події: в родині рідкісних азійських левів з'явився приплід, пара білоплечих орланів вперше вивела пташенят, а у карликової ігрунки народилася трійня. В 2007 та в 2016 роках було досягнуто розмноження в неволі манулів.
Вхідний квиток для дорослих — 12 євро, є пластиковою карткою, яку треба опустити до турнікету. Річний абонемент — 50 євро. Діти до 6 років — безкоштовно, з 6 до 17 років — 5 євро.
|      |               |                         |              |
| Зубр | Бурий ведмідь | Мексиканський аксолотль | Полярна сова |

## Сучасність

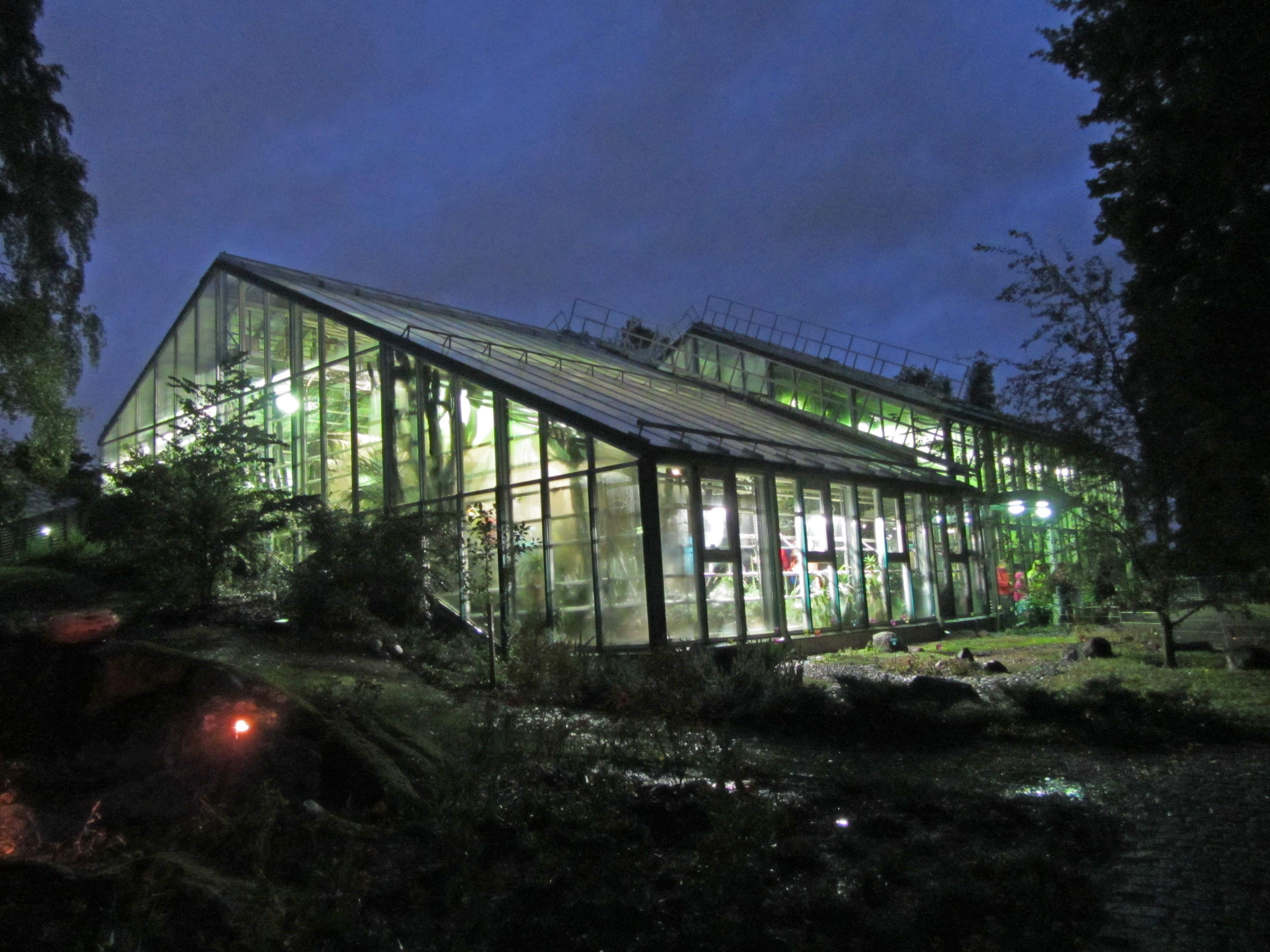
«Амазонія»

На середину 2010-х зоопарк має понад 200 різних видів тварин (~ 2 тисячі особин). У 1990-ті роки в зоопарку з'явилися розділи, присвячені тваринам і рослинам різних країн і частин світу.
На середину 2010-х зоопарк розділений на наступні тематичні частини:
- «Північні рідкості» — рідкісні арктичні тварини
- «Долина котячих» — котячі всіх кольорів і розмірів, від дикої кішки до уссурійського тигра. Особлива увага приділяється амурському леопардові.
- «Плато Монголії» — степові тварини Азії (в тому числі кінь Пржевальського [20] тощо)
- «Бореаль» — птахи і невеликі ссавці тропічних лісів.
- «Місцеві жителі» — ссавці, що живуть на Скандинавському півострові.
- «Австралія» — тварини й птахи Австралії.
- «Амазонія» — папуги, мавпи, рептилії.
- «Північна Америка» — тварини Північної Америки.
- «Африказія» — тварини, птахи і комахи африканських напівпустель і джунглів Південної Азії.

«Амазонія» та «Афріказія» — два критих павільйони, з'єднаних між собою підземним переходом. При вході в зал «Амазонія» — невеликий хол зі столами, стільцями і мікрохвильовкою для того, щоб відвідувачі зоопарку могли при необхідності погодувати дітей. Тут же — кумедний атракціон «Пожертвуй монетку для біорізноманіття», що користується великою популярністю серед дітей (запущена в нього монетка котиться по складній траєкторії, причому кожна за своєю)
Влітку в зоопарку працює дві кав'ярні і дві сувенірних крамниці, одна біля пристані і одна біля кас. Взимку працює одна кав'ярня у ведмежого павільйону та одна сувенірна крамниця біля кас.
При зоопарку діє спеціальна лікарня по догляду за такими, що потребують допомоги дикими тваринами Щорічно в Коркеасаарі лікують приблизно 1,3 тисячі тварин.

## Транспорт

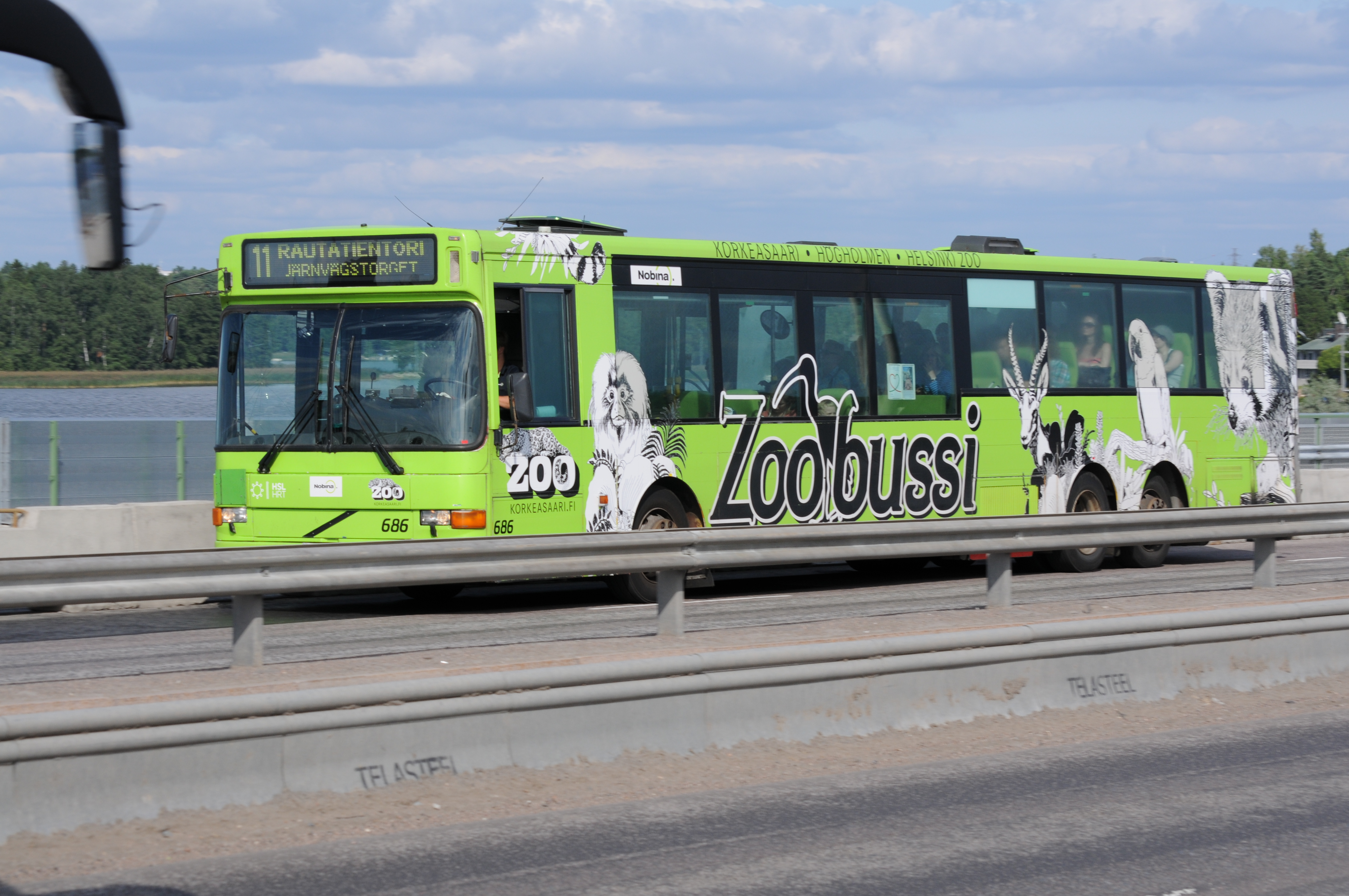

Дістатися до зоопарку з центру Гельсінкі можна на автобусі № 16, який ходить з платформи № 8 що 20 хвилин між Залізничним вокзалом і зоопарком (див. Розклад  Автобус зеленого кольору із зображеннями тварин і написом «Zoo»).
Також можна використовувати Гельсінкське метро до станції «Кулосаарі» і далі пішки близько 2 км. Крім того на спеціальному катері з Ринкової площі (тільки влітку з травня по вересень).
Пішохідно-велосипедний міст біля входу в зоопарк сполучає мікрорайони Гельсінкі Каласатама і Мустіккамаа.